# Peter Bürgisser
Peter Bürgisser (1962) é um matemático e cientista da computação teórico suíço, que trabalha com álgebra algorítmica e teoria da complexidade algébrica.

## Formação e carreira
Bürgisser obteve um doutorado em 1990 na Universidade de Constança, com a tese Degenerationsordnung und Trägerfunktional bilinearer Abbildungen, orientado por Volker Strassen. No pós-doutorado esteve na Universidade de Bonn de 1991 a 1993 e depois na Universidade de Zurique. Foi professor da Universidade de Paderborn e desde 2013 professor da Universidade Técnica de Berlim (TU Berlin).
Com Felipe Cucker em 2011 contribuiu para a solução do Problema de Smale No. 17.
Foi palestrante convidado do Congresso Internacional de Matemáticos em Hyderabad (2010: Smoothed Analysis of Condition Numbers).

## Publicações selecionadas
- com Michael Clausen e Amin Shokrollahi: Algebraic Complexity Theory, Grundlehren der mathematischen Wissenschaften 315, Springer 1997
- Completeness and Reduction in Algebraic Complexity Theory, Springer 2000
- com Felipe Cucker: Condition: The Geometry of Numerical Algorithms, Grundlehren der mathematischen Wissenschaften 349, Springer 2013[6]